# Citroën Saxo électrique
La Citroën Saxo électrique est une version électrique de la Saxo produite en 1997 par Heuliez à 5 500 exemplaires[réf. nécessaire].

## Informations
En 1997, Citroën lance un modèle électrique dans sa gamme sur la base de sa petite citadine Saxo ; l'auto devient la voiture électrique la plus vendue au monde3. Elle est particulièrement prisée des clients institutionnels, tels que La Poste, EDF et les collectivités locales.
La Saxo électrique est même utilisée dans le cadre de programmes pilotes de véhicules électriques en libre-service, comme à Liselec à La Rochelle à partir de septembre 1999,.
Cependant, le manque de rentabilité du modèle entraîne l'arrêt de sa production. 
La citadine électrique était capable de pointes à 90 km/h et ses batteries au Nickel-Cadmium autorisaient jusqu'à 90 km d'autonomie.

### Architecture
- Moteur Leroy-Somer type SA13 à courant continu et excitation séparée (11 kW nominal / 20 kW crête, soit 15 à 27 ch)
- Réducteur  Leroy-Somer type SR72 à train épicycloïdal
- Batteries: De technologie Nickel-Cadmium, les blocs de batteries de type STM 5100 (6 volts, 100 Ampères-heure) sont produits par SAFT. La batterie de traction est composée pour la Saxo de 20 éléments (appelés monoblocs) répartis en trois coffres:
  - deux coffres dans le compartiment moteur (un coffre de trois monoblocs en partie supérieure et un coffre de six monoblocs en partie inférieure)
  - un coffre de onze monoblocs sous le plancher arrière

Branchés en série, ces monoblocs délivrent une tension continue de 120 volts pour un poids de 260 kg.
Les coffres embarquant les éléments de batterie de traction disposent d'un circuit de refroidissement spécifique.
- Boîtier électronique SAGEM intégrant un calculateur et un chargeur 230V-16A
- Chauffage d'habitacle Webasto fonctionnant à l'essence (réservoir de 12 litres)

La trappe pour la prise de charge électrique est située sur l'aile avant droite du véhicule.

### Autonomie
Son autonomie est de 90 km.

### Succession
Elle succède à l'AX électrique, mais étant trop chère à fabriquer elle n'aura pas le succès escompté et ne sera pas remplacée.

### Équipement
Il existe 2 versions:
1. VP (5 places)
2. VU (2 places)

Longueur : 3,72 m
Largeur : 1,60 m
Hauteur : 1,39 m
Poids : 1095 kg (avec les batteries) et 840 kg (sans les batteries)

### 5 portes
La version 5 portes est disponible sur certains marchés.

### Recharger les batteries
Ses batteries se rechargent en 8 heures en charge lente sur prise de courant domestique normale et en 32 minutes en charge rapide sur une borne spéciale.

## Sources
1. ↑  « https://www.lanouvellerepublique.fr/loisirs/voitures-electriques-heuliez-le-gros-succes-en-occasion », sur lanouvellerepublique.fr (consulté le 14 août 2021)
2. ↑  « La Rochelle lance la location de voitures électriques en libre-service », sur Les Echos, 22 septembre 1999 (consulté le 14 août 2021)
3. ↑  « La Rochelle renouvelle ses voitures électriques », sur Les Echos, 6 décembre 2010 (consulté le 14 août 2021)
4. 1 2 3
5. 1 2